# Mia Couto
Pour les articles homonymes, voir Couto.
Mia Couto, né le 5 juillet 1955 à Beira (Mozambique), est un écrivain mozambicain de langue portugaise.

## Biographie
Mia Couto, né sous le nom de António Emílio Leite Couto à Beira, le 5 juillet 1955 est un écrivain mozambicain, fils de Portugais  émigrés au Mozambique au milieu du XXe siècle. Son père est le journaliste et poète Fernando Couto (1923-2013), originaire de la région de Porto. Mia Couto grandit à Beira. À 14 ans, il publie quelques poèmes dans le journal Noticias da Beira et trois ans plus tard, en 1971, il déménage dans la capitale Lourenço Marques (maintenant Maputo). Il commence des études de médecine qu'il cesse après trois ans alors que le Front de libération du Mozambique (Frelimo) l'invite à devenir journaliste après le 25 avril 1974 (date de la Révolution des Œillets - la fin de la dictature de Salazar au Portugal),,. Il travaille au Tribuna, dirigé par l'écrivain militant Rui Knopfli, jusqu'à sa faillite causée par les colons portugais en septembre 1975. Il est nommé à la tête de l'Agence d'Information du Mozambique (AIM) et crée ainsi des réseaux de communications entre les provinces mozambicaines durant la guerre d'indépendance. Puis, il travaille comme directeur au journal Tempo jusqu'en 1981 et continue sa carrière au Noticias jusqu'en 1985. En 1983, il publie son premier recueil de poésie Raiz de Orvalho, qui inclut des poèmes contre la propagande militante marxiste. Deux ans plus tard, il démissionne de son poste de directeur et reprend ses études universitaires dans le domaine de la biologie.
En plus d'être considéré comme l'un des auteurs les plus importants du Mozambique, Mia Couto est aussi l'écrivain le plus traduit (allemand, français, anglais, espagnol, catalan, italien). Dans plusieurs de ses œuvres, il tente de recréer la langue portugaise avec l'influence mozambicaine, utilisant le lexique et le vocabulaire des diverses régions du pays, produisant ainsi un nouveau modèle d'écriture africaine. Terre somnambule est son premier roman, publié en 1992 et il reçoit le prix national de la fiction de l'association des écrivains mozambicains en 1995. Ce roman est considéré comme un des douze meilleurs livres africains du XXe siècle par un jury constitué lors de la Foire Internationale du Livre au Zimbabwe.
Actuellement, Mia Couto est biologiste dans le Parc transfrontalier du Limpopo. Il est sans doute l'un des écrivains les plus célèbres de son pays.

## Distinctions
- 1999 : Prix Vergílio Ferreira[8] pour l'ensemble de son oeuvre.
- 2007 : Prix Union latine des littératures romanes[9]
- 2012 : Prix de la Francophonie
- 2013 : Prix Camões, plus haute distinction attribuée à un auteur de langue portugaise, pour l'ensemble de son œuvre[10].
- 2014 : Prix Neustadt pour l'ensemble de son oeuvre.
- 2020 : Prix Jan Michalski pour Les Sables de l'empereur[11].
- 2020 : Prix Albert-Bernard de l’Académie des sciences d’outre-mer pour Les sables de l’empereur.

## Ouvrages
Plusieurs de ses livres ont été publiés dans plus de 22 pays et traduits dans diverses langues

### Poésies
Il entre dans le domaine poétique avec Raiz de Orvalho, publié en 1983. Mais il était déjà reconnu par d'autres grands poètes mozambicains, grâce à une anthologie intitulée Sobre Literatura Moçambicana.

### Contes
- Vozes Anoitecidas, 1986
- Cada Homem é uma Raça, 1990
- Estórias Abensonhadas, 1994
- Contos do Nascer da Terra, 1997
- Na Berma de Nenhuma Estrada, 2001
- O Gato e o Escuro (livre pour enfants), 2001
- O Fio das Missangas, 2003
- O Beijo da Palavrinha (livre pour enfants), 2008

### Chroniques
Ces chroniques ont été publiées dans des hebdomadaires mozambicains.
- Cronicando, 1991
- O País do Queixa Andar, 2003
- Pensatempos. Textos de Opinião, 2005

### Articles
- Mia Couto, « En 1974, la « Révolution des œillets ». La chute de la dictature portugaise vue du Mozambique », Le Monde diplomatique,‎ avril 2001, p. 26-27 (lire en ligne)

### Romans
- Terra Sonâmbula, 1992
- A Varanda do Frangipani, 1996
- Mar Me Quer, 1998
- Vinte e Zinco, 1999
- O Último Voo do Flamingo, 2000
- Um Rio Chamado Tempo, uma Casa Chamada Terra, 2002
- A Chuva Pasmada, 2004
- O Outro Pé da Sereia, 2006
- Venenos de Deus, Remédios do Diabo, 2008
- Jesusalém, publié au Brésil sous le titre Antes de Nascer o Mundo, 2009
- A Confissão da Leoa, (2012)
- Mulheres de Cinza (premier volume de la trilogie intitulée As Areias do Imperador) (2015)
- A Espada e a Azagaia (deuxième volume de la trilogie intitulée As Areias do Imperador) (2016)
- O Bebedor de Horizontes (troisième volume de la trilogie intitulée As Areias do Imperador) (2017)
- O Mapeador de Ausências (2020)

### Œuvres traduites en français
- Terre somnambule (Terra sonâmbula), traduit du portugais par Maryvonne Pettorelli, Albin Michel, 1994

"On disait de cette terre qu'elle était somnambule. Parce que pendant que les hommes dormaient, la terre s'en allait loin par-delà les temps et les espaces. Les habitants, lorsqu'ils se réveillaient, regardaient le nouveau visage du paysage et ils savaient que la fantaisie du rêve était, cette nuit-là revenue les visiter". À partir de cette légende, Mia Couto construit une chronique avec, pour guides et compagnons, deux rescapés de la guerre qui ravage le pays : Tuahir, un vieil homme et Muidinga, un enfant sauvé de la fosse où il allait être enseveli. L'histoire de Kindzu livrée dans ces cahiers va alors croiser la destinée des deux lecteurs, mêlant volontiers le pays réel et le pays rêvé dans le tourbillon onirique d'une "terre somnambule".
- Les Baleines de Quissico, traduit du portugais par Maryvonne Lapouge-Pettorelli, Albin Michel, 1996
- La Véranda au frangipanier (A Varanda do frangipani), traduit du portugais par Maryvonne Lapouge-Pettorelli, Albin Michel, 2000
- Chronique des jours de cendre, traduit du portugais par Maryvonne Lapouge-Pettorelli, Albin Michel, 2003
- Le Chat et le Noir, Dessins de Stanislas Bouvier, (O gato e o escuro), Éditions Chandeigne, 2004
- Tombe, tombe au fond de l’eau (Mar me quer), traduit du portugais par Elisabeth Monteiro Rodrigues, Éditions Chandeigne, 2005
- Un fleuve appelé Temps, une maison appelée Terre, traduit du portugais par Maryvonne Lapouge-Pettorelli, Paris, Albin Michel, 2008, 273 pages  (ISBN 978-2-226-18858-8)
- Le Dernier Vol du flamant, traduit du portugais par Elisabeth Monteiro Rodrigues, Éditions Chandeigne, 2009[13]
- Et si Obama était africain, traduit du portugais par Elisabeth Monteiro Rodrigues, Éditions Chandeigne, 2010
- Le Fil des missangas, traduit du portugais par Elisabeth Monteiro Rodrigues, Éditions Chandeigne, 2010
- L’Accordeur de silences (Jesusalem), traduit du portugais par Elisabeth Monteiro Rodrigues, Éditions Métailié, 2011
- Murer la peur (Murar o medo), traduit du portugais par Elisabeth Monteiro Rodrigues, Éditions Chandeigne, 2011
- Poisons de dieu, remèdes du diable : les vies incurables de Vila Cacimba , traduit du portugais par Elisabeth Monteiro Rodrigues, Éditions Métailié, 2013
- La Pluie ébahie (A Chuva Pasmada), traduit du portugais par Elisabeth Monteiro Rodrigues, Éditions Chandeigne, 2014
- La Confession de la lionne (A confissão da leoa), traduit du portugais par Elisabeth Monteiro Rodrigues, Éditions Métailié, 2015
- Les Sables de l'empereur (As areias do imperador), traduit du portugais par Elisabeth Monteiro Rodrigues, Éditions Métailié, 2020, 666 pages  (ISBN 979-10-226-0987-6)[14],[15]

Dans le Sud de l'actuel Mozambique, en 1895, en zone déjà portugaise, dans une tribu Vatxopi qui accepte la présence européenne, au village de Nkokolani, vit une famille, et particulièrement la fille de 15 ans, Imani (Qui est-ce ?) ou La Vivante ou Cendre, élevée par les prêtres lusophones. Arrive au village le sergent Germano de Melo, déporté politique, chargé d'établir un poste militaire pour une prochaine attaque contre le royaume de Gaza (1824-1895) du puissant chef Gungunhana (en) ou Ngungunyane, assisté de ses troupes zouloues...
- Le Cartographe des absences (O Mapeador de Ausências (2020)), traduit du portugais par Elisabeth Monteiro Rodrigues, Éditions Métailié, 2022, 350 pages  (ISBN 979-10-226-1215-9)
- Traducteur de pluies (Traductor de chuvas), traduit du portugais par Elisabeth Monteiro Rodrigues, Éditions Métailié, 2025[12]

#### Articles
- Agnès Levécot, « Frontière et altérité dans Le Dernier Vol du flamant de Mia Couto », Études littéraires africaines, no 37,‎ 2014, p. 89-100 (lire en ligne)

- Agnès Levécot, « La traduction culturelle dans l’œuvre de Mia Couto », Hispanismes, vol. Hors série, no 2,‎ 2017, p. 227-238 (lire en ligne)
- Gladys Marivat, « « Les Sables de l’empereur », de Mia Couto : les mondes mélangés du Mozambique », Le Monde,‎ 29 janvier 2020 (lire en ligne)

#### Entrevue
- Mia Couto, Entrevue filmée par Philippe Lefait, Mia Couto, le romancier mozambicain raconte l’aventure coloniale portugaise en Afrique de l’est à la fin du XIXème siècle., Des mots de minuit. France info, 12 mars 2020 (consulté le 17 avril 2020).